# Morphia

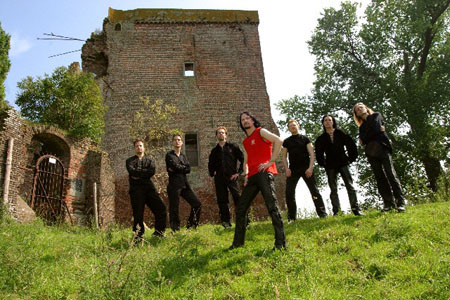
Morphia in 2005, Fading Beauty

Morphia is een Nederlandse metalband die in mei 1995 is opgericht door Werner Wensink, Martin Koedoot en Roger Koedoot. Na een aantal drummerswisselingen kwam begin 1996 Ernst Jan Lemmen bij de band. In oktober 1996 volgde toetsenist Peter van Tulder, en ten slotte sloot in 1997 geluidsman Bert Bonestroo zich aan. In 1999 wordt zanger Werner Wensink, die aan zijn eigen projecten begint, vervangen door Jasper De bandnaam "Morphia" komt van morfine, een medicijn dat gebruikt wordt om pijn te verlichten. Het kan ook herleid worden naar Morpheus, de Griekse God van de dromen. Ook is Morphia het latijnse woord voor verandering. De muziek typeert zich als "diepe, emotionele en slepende" metal met variërende snelheid van langzaam tot sneller werk. De vocals bestaan voornamelijk uit grunt. In enkele nummers worden clean vocals (gewoon zingen)(soms als achtergrond) en "screams" gebruikt. De onderwerpen van de teksten lopen uiteen van pijn en angsten tot liefde en hoop. De muziek loopt uiteen van complexe tot bombastische rustige metal.
De muziek heeft zich sinds het ontstaan van de band sterk ontwikkeld. De techniek wordt beter en er wordt steeds gezocht naar nieuwe mogelijkheden. Zo is er op het laatste album gebruikgemaakt van vioolpartijen van Esther Wertwijn. In september van 2005 kondigden Roger Koedoot en Erik van Tulder aan te gaan stoppen. Sinds januari 2006 gaat de band door, met Vincent Eisen op gitaar en zanger Jasper Pieterson neemt nu tevens de bas ter hand. De band speelde hun laatste optreden op 22 november 2008 in de Gigant in Apeldoorn, op het Brainstorm Festival 2008. Dit optreden is opgenomen op DVD.
De band heeft onder andere gespeeld met After Forever, Epica, Autumn, Orphanage en Imperia. 
De platen van de band zijn uitgebracht op het Nederlandse labels Fear Dark en Dark Balance.

## Muziekstijlen
- Deathmetal (1995)
- Symphonische Doommetal (1995 - 1999)
- Symphonische Gothic-Doommetal (1999 - heden)

## Bandleden
Bezetting:
- Jasper Pieterson - Vocals, Basgitaar (1999 - 2009)
- Martin Koedoot - Gitaar (1995 - 2009)
- Vincent Eisen - Gitaar (2006 - 2009)
- Peter van Tulder - Toetsen (1996 - 2009)
- Ernst-Jan Lemmen - Drum (1995 - 2009)
- Bert Bonestroo - Geluidstechniek (1995 - 2009)

Oud-bandleden:
- Roger Koedoot - Gitaar (1995 - 2005)
- Erik van Tulder - Basgitaar (1999 - 2005)
- Werner Wensink - Vocals, Basgitaar (1995 - 1999)

Gastmuzikant:
- Esther Wertwijn - Viool - "Meaning Of Forever II" en "Memories Never Die" op "Fading Beauty" en op de DVD "One Last Embrace"

## Discografie

### Poison Minded [Demo](1997)
Speelduur: 33:24
1. Poison Minded
2. Drawing Tears
3. Terror And Hate
4. Racism
5. Burried In Mass Graves

### Unfullfilled Dreams [Album](1998)
Speelduur: 59:40
1. Unfulfilled Dreams
2. Ab Inscientia Depositus Sum (A.I.D.S)
3. How I Feel
4. My Endless Death
5. Thor's Symphony
6. Desire
7. The Day I died
8. Ithiniëlle

### Frozen Dust [Album](2002)
Speelduur: 53:09
1. Flashback
2. The Sun
3. The Forest
4. Wicklow Mountains
5. Frozen Dust
6. When Silence Fell
7. Again
8. Long Lost
9. Forced To Obey
10. Emptiness

### Fading Beauty [Album](2005)
Speelduur: 61:13
1. Meaning Of Forever I
2. Of Stars And Flowers
3. Meaning Of Forever II
4. Fading Beauty
5. Nothing More To See
6. Memories Never Die
7. What Once Was
8. Sound Of Violence
9. Meaning Of Forever III
10. Serenity

### One Last Embrace [Album DVD+CD](2009)
Speelduur: 61:54
1. Intro
2. Fading Beauty
3. Again
4. Memories Never Die
5. Frozen Dust
6. This Black Veil
7. Emptiness
8. When Silence Fell
9. Ithinielle
10. Long Lost (Bonus Track)